# Discocurtisia
Discocurtisia is een monotypisch geslacht van schimmels behorend tot de familie Mollisiaceae. Het bevat alleen de soort Discocurtisia arundinariae.